# Рутенийтрилантан
Рутенийтрилантан — бинарное неорганическое соединение
лантана и рутения
с формулой La3Ru,
кристаллы.

## Получение
- Сплавление стехиометрических количеств чистых веществ:

{\displaystyle {\mathsf {3La+Ru\ {\xrightarrow {790^{o}C}}\ La_{3}Ru}}}

## Физические свойства
Рутенийтрилантан образует кристаллы
тетрагональной сингонии, пространственная группа P nma, параметры ячейки a = 0,7470 нм, b = 1,0144 нм, c = 0,6601 нм, Z = 4,
структура типа карбида трижелеза Fe3C
.
Соединение образуется по перитектической реакции при температуре ≈790°C .